# 御物奉行 (中世日本)
御物奉行（ごもつぶぎょう/おものぶぎょう）とは、鎌倉幕府・室町幕府に設けられた役職で、将軍の衣装が入った唐櫃（中持・長持）などを管理する役職である。

## 概要
建久元年（1190年）に源頼朝が上洛した際に堀親家が御中物奉行に任じられたのが最古の例である（『吾妻鏡』建久元年9月15日条）。室町幕府になると、将軍の御物（衣装）は政所執事の伊勢氏の管轄となったが、実際には伊勢氏の重臣である蜷川氏を御物奉行に任じて実務を行わせていた。また、これとは別に将軍が内裏に参内した際に、内裏内での衣装が入った長持を管理していた同朋衆の者を御物奉行と称した。安土桃山時代になると、より運搬が簡単な挟箱に衣装を納めるようになったため、江戸幕府には御物奉行は設置されなかった。